# Лорино (Чукотский автономный округ)
Ло́рино (чук. Ԓьурэн, чапл. Нуӄаӄ, наукан. Лъуӷраӄ) — село в Чукотском районе Чукотского автономного округа. Образует сельское поселение Лорино. Крупнейшее национальное село на Чукотском полуострове.
Название села происходит от чукотского слова Ԓьурэн, означающего «найденное жильё» или «увиденное жильё» (от чук. ԓьу-/ԓьо- «видеть, найти» + -рэп/-ран «жильё», «жилище»). С эскимосского чаплинского языка Нуӄаӄ переводится как «то, чего не хватает».

## География
Село расположено на берегу Мечигменской губы Берингова моря. Расстояние до районного центра, села Лаврентия, по насыпной автодороге составляет 40,5 км. По ней ходит рейсовый автобус (перевозки осуществляются по понедельникам, средам и пятницам на автобусе вахтового типа на шасси Урал-4320). В непосредственной близости от села расположены Лоринские (Кукуньские) горячие источники.

## История
Первые упоминания о Лорино относятся к XVIII веку. Современное чукотское село расположено на территории бывшего эскимосского поселения Нукак.

## Население
По состоянию на 1 января 2009 года в селе Лорино проживало 1484 человека, из них детей до 16 лет — 501 чел. Коренное население составляло 90 % от общей численности жителей села.
| 52 | 174 | 1551 | 1484 |

| 2002  | 2009  | 2010  | 2011  | 2012  | 2013  | 2014  |
| ----- | ----- | ----- | ----- | ----- | ----- | ----- |
| 1236  | ↗1484 | ↘1267 | ↘1262 | ↘1255 | ↘1216 | ↘1160 |
| 2015  | 2016  | 2017  | 2018  | 2019  | 2020  | 2021  |
| ↘1098 | ↘1046 | ↘1000 | ↘998  | ↘983  | ↘980  | ↗1426 |
| 2023  | 2024  |       |       |       |       |       |
| ↗1456 | ↗1470 |       |       |       |       |       |

## Экономика и социальная инфраструктура

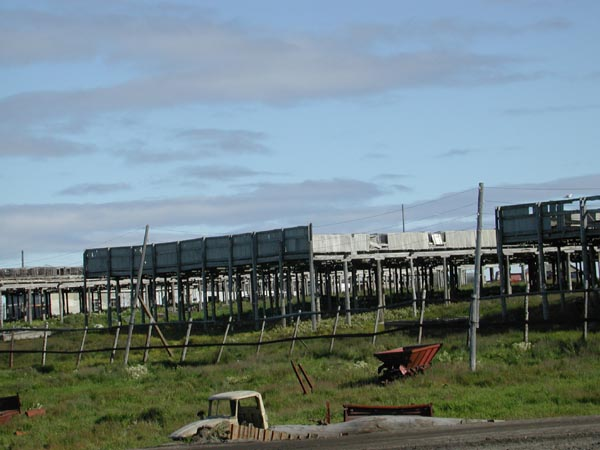
Звероферма

Основное занятие местных жителей — морзверобойный промысел, рыболовство, оленеводство, служебное собаководство. Здесь базируется центральная усадьба сельскохозяйственного предприятия «Кэпэр», ранее центральная усадьба колхоза имени В. И. Ленина. В Лорино с 1955 года работает звероферма по разведению песца, в 2009 году запущен в эксплуатацию консервный цех по переработке мяса морских млекопитающих.
В селе есть средняя школа, детский сад «Солнышко», дом культуры.
Действуют операторы мобильной связи «МТС» и «Мегафон».

## Культура
Известен национальный ансамбль «Лоринские зори». Важное место в укладе коренных жителей занимает ездовое собаководство. В 1991 году в селе Лорино стартовала первая межконтинентальная гонка «Надежда», соединившая два региона — Аляску и Чукотку.
В 2008 году в Лорино проходили съёмки документального фильма «Китобой», удостоенного в 2009 году премии «ТЭФИ» за лучшую операторскую работу в номинации «Оператор телевизионного фильма».
В 2020 году вышел другой, художественный фильм с названием «Kitoboy», поставленный Филиппом Юрьевым. Основная часть съемок проходила в Лорино. Герой, юноша с Чукотки, влюбляется в американку, увиденную в эротическом видеочате; он переправляется через Берингов пролив в надежде добраться до Детройта, где она живёт. На Венецианском кинофестивале фильм был представлен в программе «Дни авторов», известной также как Venice Days, и получил главный приз. Вслед за тем он был удостоен призов в категориях «Лучший режиссёр» и «Лучший актёр» (Владимир Онохов) на кинофестивале «Кинотавр».